# Cebrià Maria Pifarré i Clapés
Cebrià Maria Pifarré i Clapés (Barcelona, 16 d'abril de 1940 - Monestir de Montserrat, 5 de gener de 2016) fou un monjo del Monestir de Montserrat doctor en Teologia i professor de Teologia patrística i Teologia espiritual. Entre les publicacions destaca el llibre Literatura cristiana antiga sobre els Pares de l'Església.

## Biografia
Ignasi Pifarré va néixer en el si d'una família nombrosa, culta i profundament catòlica; un germà seu, Francesc, ingressà als jesuïtes i una germana, M. Assumpció, professà al monestir benedictí de Sant Daniel de Girona. Va iniciar el noviciat a Montserrat el 26 de juliol del 1958, va fer la professió simple el 6 d'agost del 1959, la solemne el 15 d'agost del 1962 i fou ordenat sacerdot el 29 de juny de 1965. Llicenciat en teologia al Pontifici Ateneu de Sant Anselm de Roma el 1969, durant la dècada del 1970 s'implicà en l'animació de grups de joves a Montserrat i fou responsable dels aspirants a monjos, als qui impartia classes d'història de l'espiritualitat monàstica.
Durant una estança del 1980 al 1982 a l'Institut Ecumènic de Tantur, a Jerusalem, aprofundí en la litúrgia de l'Església Oriental i va fer la tesi sobre la cristologia en Arnobi el jove, que publicà el 1988. Doctor en Teologia va ser professor de Teologia patrística i Teologia espiritual a Montserrat, l'Institut Superior de Ciències Religioses de Barcelona, la Facultat de Teologia de Catalunya i altres escoles. Va publicar articles i estudis sobre litúrgia i espiritualitat monàstica i una iniciació als Pares de l'Església. Va predicar diverses activitats espirituals.